# Açoreira (Cinfães)
Açoreira ou Assoreira era, em 1747, uma pequena aldeia portuguesa do concelho, termo e freguesia de São João Baptista de Sinfaens, Distrito do Douro, Bispado e Comarca da cidade de Lamego, Província da Beira.